# Sjørring
Sjørring is een plaats in de Deense regio Noord-Jutland, gemeente Thisted. De plaats telt 745 inwoners (2008). Het dorp ligt aan de spoorlijn Struer - Thisted. Het station heeft een beperkte dienstregeling.